# 용수산
용수산(龍岫山)은 대한민국의 전통음식점이다. 전체 영업점은 8개점이며, 2007년 10월 28일부터는 용수산의 메뉴가 항공사인 KLM의 서울~암스테르담 및 암스테르담~서울 노선에서 사용되고 있다.

## 지점
- 대한민국 서울특별시
  - 종로구 - 비원점 보관됨 2009-10-03 - 웨이백 머신
  - 종로구 - 삼청점
  - 서초구 - 서초점 보관됨 2010-08-18 - 웨이백 머신
  - 서초구 - 아크로비스타점
  - 송파구 - 잠실점
  - 강남구 - 청담점
  - 중구 - 태평로점 보관됨 2010-08-19 - 웨이백 머신

- 미국 캘리포니아
  - 로스 앤젤레스 - LA지점